# Chavagnes International College
 (avril 2015).
Si vous disposez d'ouvrages ou d'articles de référence ou si vous connaissez des sites web de qualité traitant du thème abordé ici, merci de compléter l'article en donnant les références utiles à sa vérifiabilité et en les liant à la section « Notes et références ».
 (janvier 2009).
Chavagnes International College est un internat catholique privé, ouvert aux garçons de 11 à 18 ans. Implanté à Chavagnes-en-Paillers (Vendée, France) depuis 2002, ses professeurs, anglophones et francophones, dispensent un enseignement qui prépare aux diplômes britanniques et français.

## Historique de l'école
Les bâtiments qu’occupe le collège sont construits sur un site qui est riche en histoire. Déjà habité à l’époque romaine, le terrain fut donné à l’Église au XIIIe siècle par la famille Harpedan de Belleville, seigneurs de Montaigu, de descendance anglo-normande. Les moines de Luçon y construisirent un prieuré, dédié à Saint Antoine d'Égypte.

### Petit séminaire
C'est en 1802 que le vénérable Louis-Marie Baudouin créa le Petit Séminaire de Chavagnes-en-Paillers. Premier petit séminaire en France reconnu sous Napoléon, une charte royale fut accordée à l’établissement par Charles X en 1825, sous l’appellation de « l’École ecclésiastique de Chavagnes ».
Les bâtiments ont été confisqués à l'Église en 1905 dans le cadre de la Loi de séparation des Églises et de l'État. Les prêtres alors impliqués dans l'éducation des garçons à Chavagnes se sont exilés à Shaftesbury dans le Dorset (Angleterre). En 1912, les bâtiments furent rachetés par un aristocrate, le comte de Suzannet, et rouverts en tant que petit séminaire.
Le Collège fut partagé entre les soldats allemands et les jeunes séminaristes au cours de la Seconde Guerre mondiale, avec une petite garnison et un hôpital militaire. Une mitrailleuse était placée dans la tour de l'horloge qui domine le village dans lequel 50 enfants juifs furent protégés par des familles chavagnaises jusqu'à la Libération.
Dans les années 1960, des centaines d'enfants sont victimes d'actes de pédophilie par des prêtres du séminaire. Jean-Pierre Sautreau, ancien pensionnaire  estime que sur une pèriode de trente ans, il y a eu douze enseignants prédateurs à Chavagnes,.
En 1997, l'édifice ferme ses portes pour un temps. En 1999, le bâtiment abrite 50 réfugiés de la guerre au Kosovo.

### Chavagnes International College
En septembre 2002, une institution catholique internationale s'installe, le « Chavagnes International College » (CIC), en continuité avec l'histoire du lieu, et avec l'accord de l'évêque de Luçon.
Il est géré par « des catholiques anglais traditionalistes ».

## Cursus
Anglophone dans son inspiration, le CIC a ouvert en 2007 une classe de 6e bilingue. Les élèves français suivent un programme spécial d’un an axé sur l'apprentissage intensif de la langue anglaise, en continuité avec leurs études précédentes.
Les autres classes du cycle « Collège » conduisent ensuite au Diplôme national du brevet (série candidat individuel) en 3e, avec les examens anglais (General Certificate of Secondary Education) en option. En première et en Terminale les élèves ont le choix des diplômes anglais et français, avec la possibilité de passer les deux en même temps.
L'établissement propose des activités extra-scolaires et sportives variées.

## Aumônerie et liturgie catholiques
L'aumônier du Collège International de Chavagnes est un prêtre détaché de l'archidiocèse de Bucarest. Des messes sont célébrées quotidiennement, une fois par semaine en anglais, et autrement en latin selon le l'édition 1962 du Missel romain.

## Divers
Le CIC a été utilisé en 2004 pour le tournage de l'émission Le Pensionnat de Chavagnes, diffusée la même année sur la chaîne de télévision française M6.

## Galerie

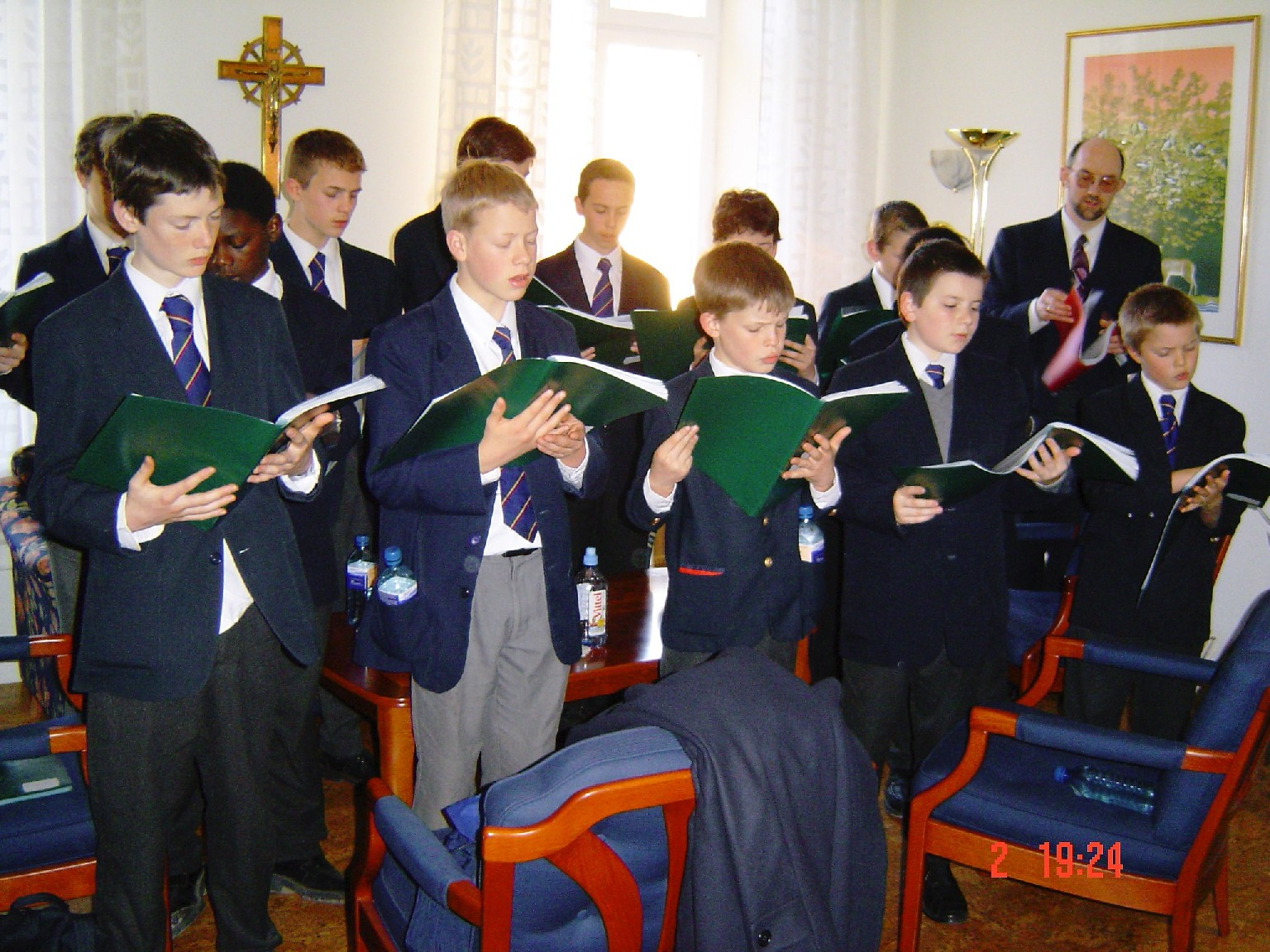
Chorale.
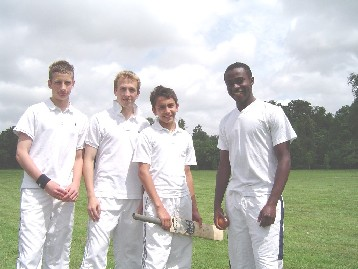
Joueurs de cricket à Chavagnes.
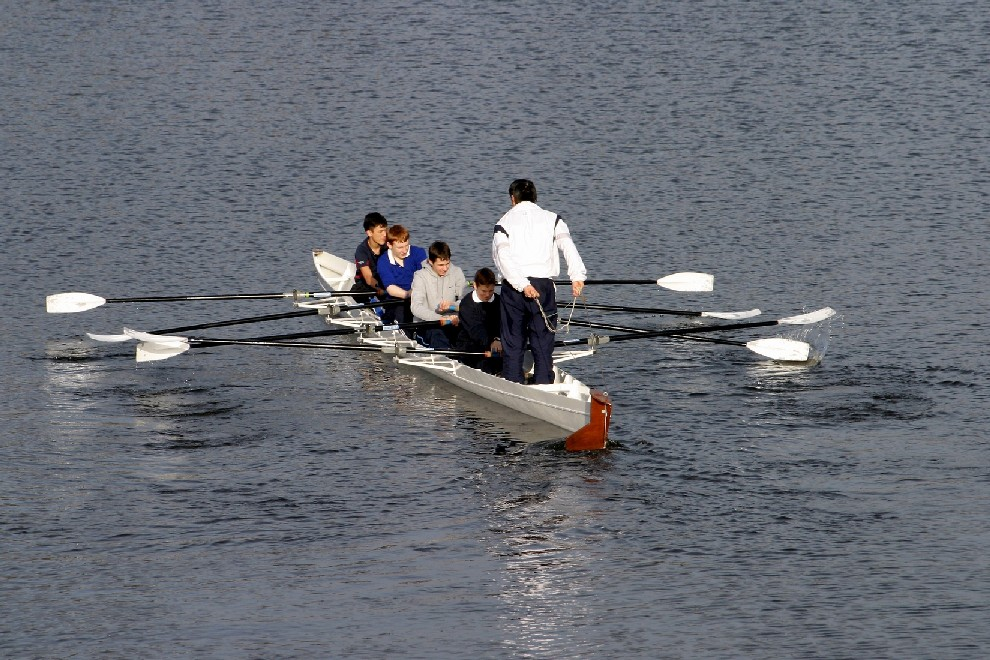
Chavagnes - Aviron.
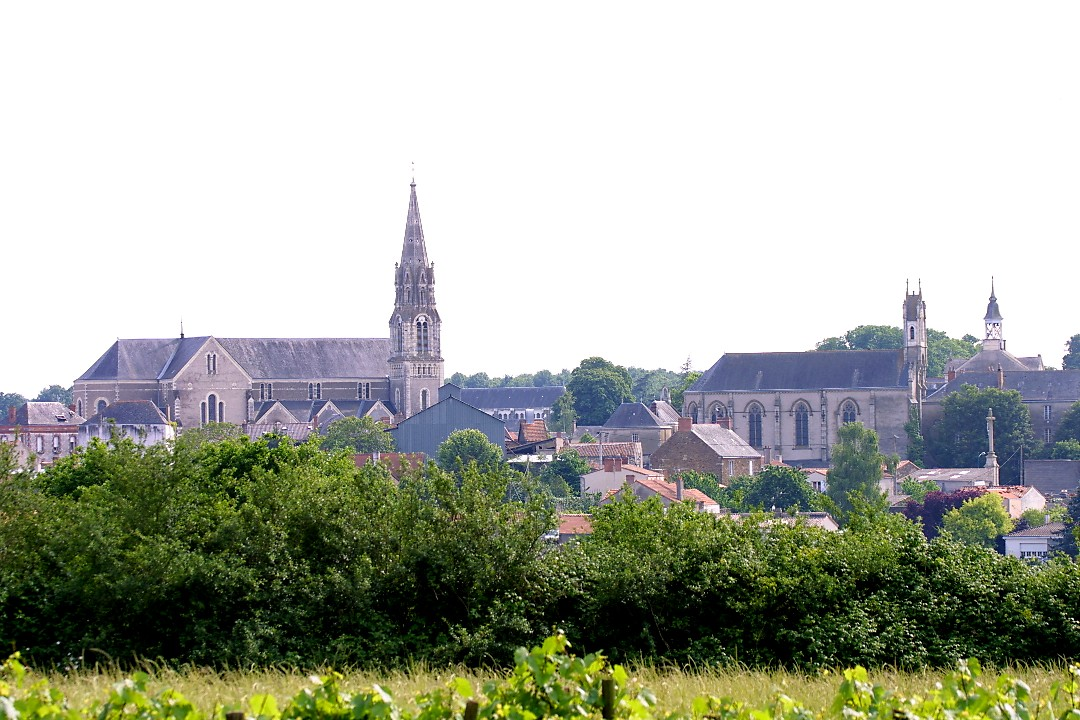
Vue de Chavagnes.